# Републиканци (Гражданска война в Испания)
Републиканската фракция (на испански: Bando republicano), известна още като фракцията на лоялистите (на испански: Bando leal) или правителствената фракция (на испански: Bando gubernamental), е страна в Гражданската война в Испания от 1936 до 1939 г., която подкрепя правителството на Втората испанска република срещу националистическата фракция на военния бунт.
Името републиканци (republicanos) е използвано главно от своите членове и поддръжници, докато нейните противници използват термина Rojos (червени), за да обозначат тази фракция поради нейната лява идеология, включително крайнолеви комунистически и анархистки групи, и подкрепата получавана от Съветския съюз. В началото на войната републиканците превъзхождат националистите с десет към едно, но до януари 1937 г. това предимство спада до четири към едно.

## Чуждестранна подкрепа
Републиканската фракция почти не получава външна подкрепа от съюзническите сили от Втората световна война, поради Международния комитет за ненамеса. Основно се откроява подкрепата на СССР. Мексико, Франция и Полша в началото на войната предоставят големи количества военни материали и съветници на републиканците. Подкрепата от Интернационални бригади, също е голяма.

### СССР
Съветският съюз е основният съюзник на Втората испанска република, като предоставя танкове и бронирани коли (особено танк Т-26, бронирана кола БА-6 и танк БТ), стотици самолети, няколкостотин хиляди огнестрелни оръжия и артилерийски оръдия, както и изпращане на огромни количества боеприпаси и няколкостотин съветски професионални пилоти, танкисти и моряци. Йосиф Сталин по-късно нарежда чистка на комунистите, които са били антисталинисти. Сталинистите предават и унищожават Работническата партия на марксисткото обединение, както и анархистите в Каталония.

### Мексико
Мексиканското правителство поддържа добри отношения с испанската република в началото на конфликта, а президентът Ласаро Карденас уверява, че е напълно солидарен с испанското социалистическо правителство пред лицето на нелоялността на армията. Освен това работническата солидарност с Испания е незабавна – работници и синдикати правят дарения на испанския посланик. Правителството на Карденас, за разлика от другите страни не подписва в Международния комитет за ненамеса и следователно е единствената страна, която официално предоставя помощ в гражданската война. Той изпраща около 28 милиона патрона, 28 000 пушки, 70 противовъздушни оръдия, около 55 самолета (главно френски) и храни в Испания, а след гражданската война дава убежище на хиляди ветерани в изгнание и интелектуалци от републиканската страна.
Въпреки това, голяма част от мексиканските граждани и група селяни, наречени Кристерос, предпочитат Франсиско Франко и националистите.

### Франция
В началото на войната Франция, също с правителство на народния фронт, взима решение да изпрати военни материали на Втората испанска република (отчасти поради подписаните споразумения за продажба на оръжия, приятелствата между правителствата и да се отърват от остарелите материали от Първата световна война). На 30 юли от Франция през Пиринеите пристига първата пратка оръжие за републиката. Състои се от няколкостотин пушки с боеприпаси, шест танка Рено FT17 и няколко бомбардировача и изтребители. През август 1936 г. пактът за ненамеса прекратява тази подкрепа.

## Участници

### Политически групи

#### Народен фронт

##### Баски
- Баски национализъм
  - Баска националистическа партия
  - Баско националистическо действие

##### Каталонци
- Каталонски национализъм
  - Леви републиканци на Каталония
  - Естат Катала

### Военни

#### Народна републиканска армия
През октомври 1936 г. републиканското правителство във Витория-Гастейс започва процес на реорганизация на разпокъсаната армия. Самонаречената Народна републиканска армия се състои от части на Испанската републиканска армия, които остават верни на Републиката и милиционери, които са интегрирани в новата структура.

#### Интернационални бригади
Най-малко 40 000 доброволци от 52 нации, обикновено социалисти, комунисти или анархисти се бият на страната на републиканците.
По-голямата част от тях, около 32 000 мъже и жени са в Интернационалните бригади, организирани в тясно сътрудничество с Коминтерна.
Около други 3 000 чуждестранни доброволци се бият като членове на милиции, принадлежащи към анархо-синдикалисткия профсъюз Национална конфедерация на труда и антисталинистката марксистка Работническа партия за марксистко обединение. Тези, които се бият с Работническата партия за марксистко обединение, включват един от най-известните ветерани от войната – Джордж Оруел.

#### Регионални армии
- Баска армия
- Баски спомагателен флот
- Народна армия на Каталония